# ServiceOn
ServiceOn Access (früher: NSÜ) ist ein modular aufgebautes Netzwerkmanagementsystem des Herstellers Ericsson (ehem. Marconi Company). ServiceOn wird schwerpunktmäßig für Großnetze im Telekommunikationssektor eingesetzt und deckt dort nahezu alle Einsatzbereiche (Access, Data, Optical, Switching) in allen gängigen Technologien (xDSL, ATM, IP, SDH, DWDM) ab.

## Module
ServiceOn Access besteht aus folgenden Modulen:
- ServiceOn EM – Modul für den WAN-Backbone (SDH, DWDM etc.), Access-Bereich (xDSL, SDH/PDH-Leased Lines etc.) und Microwave (Mobile Backhauling)

Neben diesen Modulen ist ServiceOn in eine Server- (auf Unix-Basis) und eine GUI-Clientapplikation (Java-Basis) aufgeteilt. Zur Kommunikation mit den Netzelementen wird unter anderem SNMP eingesetzt. Aufgrund dessen kann ServiceOn mit allen SNMP-fähigen Netzelementen arbeiten. Für andere Protokolle (SISA, QD2) stehen Gateways zur Verfügung.
Alle bereits bekannten Netzelemente werden in einer Datenbank gespeichert.
ServiceOn wird in Deutschland unter anderem bei der Deutschen Telekom, Vodafone, telent GmbH sowie EWE TEL eingesetzt.